# Renée Mauborgne
Renée Mauborgne (* 1963) ist eine US-amerikanische Hochschullehrerin an der INSEAD für Strategie und Management. Größere Bekanntheit erlangte sie durch die zusammen mit W. Chan Kim erstellten Veröffentlichungen zur Blue-Ocean-Strategie, die bisher in 44 Sprachen übersetzt wurde.

## Leben
Mauborgne studierte an der Ross School of Business der Universität Michigan Wirtschaftswissenschaft und unterrichtete danach auch dort. Als Studienkameraden lernte sie den Koreaner Kim hier kennen. Während der Amtszeit des Präsidenten Barack Obama war sie Mitglied des Beratergremiums für Historically Black Colleges and Universities. Im Weltwirtschaftsforum ist sie Fellow.

## Auszeichnungen
- Im Jahr 1992 erhielt Mauborgne den Haynes Prize for the Most Promising Scholar(s).[3]
- 2005 wurde sie zusammen mit W. Chan Kim als bestplatzierte Frau auf der Thinkers 50-Liste[4] geführt.
- Zudem wurden ihr der Nobels Colloquia Prize for Leadership on Business and Economic Thinking, der Carl S. Sloane Award for Excellence, der Asia Brand Leadership Award sowie der Prix DCF (Prix des Dirigeants Commerciaux de France) verliehen.[1]

## Werke (Auswahl)
- Blue Ocean Strategy. How to Create Uncontested Maket Space and Make the Competition Irrelevant, mit Kim, W. Cha, Boston, Massachusetts: Harvard Business School Press, 2005, ISBN 978-1-59139-619-2
In deutscher Übersetzung: Der Blaue Ozean als Strategie. Wie man neue Märkte schafft, wo es keine Konkurrenz gibt, München Wien: Carl Hanser Verlag, 2005, ISBN 978-3-446-40217-1
- Blue Ocean Shift. Beyond Competing, mit Kim, W. Cha, New York, Hachette Books, 2017
In deutscher Übersetzung: Blue Ocean Shift: jenseits des Wettbewerbs – bewährte Schritte, die Mut erzeugen und neues Wachstum schaffen, München, Verlag Franz Vahlen, 2018, ISBN 978-3-8006-5661-5
- Beyond Disruption: Innovate and Achieve Growth without Displacing Industries, Companies, or Jobs, mit Kim, W. Cha, Harvard Business Review Press, 2023, ISBN 978-1-64782-132-6
- Artikelveröffentlichungen u. a. im Academy of Management Journal, Management Science, Organization Science, Strategic Management Journal, Administrative Science Quarterly, Journal of International Business Studies, Harvard Business Review, Sloan Management Review, California Management Review.